# Joana Ponce de Leão e Meneses
Joana Ponce de Leão e Meneses (c. 1280 -?) foi uma senhora da nobreza do Reino de Leão.

## Biografía
A sua data de nascimento é incerta, mas estimada pelos historiadores como sendo por volta de 1280. O seu pai, D. Fernando Perez Ponce de Leão foi senhor da Puebla de Astúrias, Cangas e Tineo, e desempenhou os cargos de Adiantado-mor da fronteira da Andaluzia. Foi também mordomo-mor do rei Afonso X de Leão e Castela “o Sábio”, e aio do então ainda infante e futuro rei Fernando IV de Leão e Castela, filho do rei Sancho IV “o Bravo”, rei de Castela e Leão.

## Relações familiares
Foi filha de D. Fernando Perez Ponce de Leão e de sua esposa, D. Urraca Gutiérrez de Meneses. Pela parte paterna foram seus avós Pedro Ponce de Cabrera (1210 – 1262), Senhor de Valle de Aria, e sua esposa, Aldonça Afonso de Leão, filha ilegítima do rei Afonso IX de Leão e pela parte materna foram seus avós Gutierre Suárez de Meneses, rico-homem do Reino de Castela, e sua esposa, Elvira de Sousa.
Foi irmã de Guterre Fernandes Ponce de Leão, de Pedro Ponce de Leão e Meneses, de Aldonça Ponce de Leão, de Fernando Ponce de Leão e Meneses, Adiantado-mor da fronteira da Andaluzia, e de Beatriz Ponce de Leão e Meneses, que casou com João Alfonso Peres de Gusmão, senhor de Sanlúcar de Barrameda. Foi bisneta do rei Afonso IX de Leão.
Casou com D. Pedro Nunes de Gusmão também conhecido como Pedro Nunes de Gusmão e González (1280 -?) , rico-homem de Castela e filho de Álvaro Peres de Gusmão "o Velho" e de sua esposa, Teresa Rodrigues, teve:
1. Alfonso Melendes de Gusmão (? - 1342). Mestre da Ordem de Santiago. Casado com Maria de la Cerda, filha de Afonso de la Cerda e bisneta do rei Afonso X de Leão e Castela “o Sábio”, rei de Castela e Leão.
2. Leonor Nunes de Gusmão (Sevilha, 1310 - Talavera de la Reina, 1351) casada com João de Velasco, que faleceu sem lhe dar filhos. Foi amante do rei Afonso XI de Castela com quem teve 10 filhos, entre os quais o rei Henrique II de Castela. Foi assassinada em 1351 por ordem do rei Pedro I de Castela “o Cruel”.
3. Afonso Peres de Gusmão (1300 - Gibraltar, 1342), Mestre da Ordem de Santiago, casado com Maria de Lacerda, Senhora de Villafranca de Valcarcel.
4. Joana de Gusmão casada com Enrique Enriquez “o Moço” (1280 -?) foi o 2.º o Senhor de Vilal e adiantado-mor da fronteira de Andaluzia, Caudilho-mor do bispado de Jaén, e bisneto do rei Fernando III de Leão e Castela “o Santo”, rei de Castela e Leão.